# Тони Шекерджиева-Новак
Тони Димитрова Шекерджиева-Новак е българска оперна певица, професор в Академията за музикално, танцово и изобразително изкуство (АМТИИ) в Пловдив и ректор от февруари 2020 до март 2024. 
Член на комисията по акредитация в НАОА от 26.06.2024 

## Биография

### Образование
Родена е в Пловдив. Завършва Средно музикално училище с отличие, като солист на Пловдивската филхармония през 1976 г., а Българската държавна консерватория (днес НМА „Проф. Панчо Владигеров“) през 1980 г., като три поредни години е носител на специалните стипендии „Катя Попова“ и „Димитровска“.

### Певческа кариера
Печели конкурси за солист на Националния театър за опера и балет в София, Държавна опера Стара Загора и Държавна опера Пловдив, където е солист от 1980 до 1991 г. От 1991 до 1993 г. е солист на Виенския моцартов ансамбъл във Виена, Австрия. Осъществява интензивна концертна дейност в Германия, Австрия, Румъния, Унгария, Турция, Полша, Молдова, Китай и др.
В репертоара си има централни роли от опери на Георг Филип Телеман, Волфганг Амадеус Моцарт, Джузепе Верди, Джакомо Пучини, Руджеро Леонкавало, Е. Волф-Ферари и др. Особен интерес има към творчеството на българските композитори от всички поколения, на някои от които е първи изпълнител. През 2005 г. осъществява за първи път в България интегрално изпълнение на оп. 74 на Фредерик Шопен.

### Нучна работа
Ръководител на катедра „Пеене“ в НУМТИ „Добрин Петков“, Пловдив от 1995 г. Лектор по класическо пеене и методика на обучението по класическо пеене в Нов български университет в София и в Пловдивския университет „Паисий Хилендарски“ до 2014 г.
Доктор по музикознание от 2007 г с дисептация на тема „Вокалната лирика на Шопен, оп.74 Фонетични проблеми във връзка с изпълнителството“. Доцент от 2009 г., а от 2014 г. и професор по класическо пеене и методика на обучението по класическо пеене.
Зам.-ректор по научноизследователската дейност на АМТИИ „Проф. Асен Диамандиев“ от 2016 до 2020 г. Ректор от 2020 г.
Ръководител на международни проекти, участник в редица фестивали (Международен фестивал на камерната музика в Пловдив, Тракийско лято – Пловдив, Фестивал на оперното и балетно изкуство – Стара Загора и др.).
Водила е майсторски класове в „Дом Витгенщайн“ във Виена през 2010 и 2011 г., в Харбин, Китай, през 2012 г., в Гданск и Вроцлав, Полша – всяка година между 2009 и 2019 г.
Председател и член на национални и международни конкурси (международни конкурси за млади оперни певци в Полша, Турция, Италия и др.)
Главен редактор на Euro Song Book за България.
Член на почетния комитет по честване 200 г. от рождението на Шопен през 2010 г.

## Отличия и награди
Отличие на Министъра на културата на Полша.
Награда „Пловдив“ на Община Пловдив за ярки постижения в изкуството и културата, съвместно с Младежка камерна оперна сцена.
Академичната награда на АМТИИ „Меден чан“ за 2009/2010 и 2010/2011.
„Кристално огърлие“ на СБМТД, за 2019 г.